# Kal P. Dal
Carl Göran Ljunggren, mer kendt som Kal P. Dal (28. januar 1949 i Arlöv - 18. januar 1985 i Lund) var en svensk sanger, guitarist, sangskriver og radiovært. Han var en af Sveriges mest populære liveartister i sidste halvdel af 1970'erne og i begyndelsen af 1980'erne. Hans musik var rock and roll, som han sang med en bred skånsk dialekt og mange af hans sange er oversættelser på sange af The Rolling Stones, Bob Dylan og Carl Perkins.

## Biografi

### 1949-1976: Opvækst og musikalsk start
Ljunggren voksede op i Arlöv nord for Malmø. I sin barndom boede han nær jernbanen i Arlöv, hvor hans far arbejdede og plejede at blive kaldt Kalle mellem barrierer. Oprindelsen til hans klassiske kunstnernavn fik han i sine teenagere, da hans bedstefar gav ham en dansk pedalmoped og med det blev han snart kendt som Kalle med pedalerne og senere Kalle Pedal. Han beholdt det navn og i forbindelse med det første album Till Mossan adopterede hans band navnet Kal P. Dal.
Ljunggren begyndte sin musikalske karriere i forskellige klubber i Lund i begyndelsen af 1970'erne, hvor han gjorde sig kendt med sine egne sange og covers. Han blev især berømt på ungdomsklubben Lundagård, hvor han også fik kaldenavnet "raggardomptören". I løbet af disse år lærte han flere mennesker at kende, der ville være vigtige for hans fremtidige musikkarriere, herunder Peps Persson, som senere skulle arrangere hans første pladekontrakt, og akkompagnatgitaristen Janne Knuda, som ville være ved hans side resten af sit liv.

### 1977-1985: Musikkarriere og pladerne
I 1977 kom Kal P. Dals første album Till Mossan, som blev produceret af Peps Persson og solgt i over 100.000 eksemplarer. Gruppen Kal P. Dal på pladen bestod af Kalle Pedal på vokal, Janne Knuda på akkompagnements guitar, Mårten Micro på solo guitar, Jo-Jo Kamp på bas og Bronco Nyman på trommer. Den næste plade kom i 1978 og fik navnet Gräd Ente Fassan. Det opnåede ikke den samme succes som sin forgænger. Året efter blev Rock E' Nock! frigivet, som havde en stil, der flyttede sig mere væk fra rock fra 1950'erne og i stedet blev inspireret af hård rock. Albummet indeholder covers af sange af bands som Bob Seger, Rory Gallagher og Bachman-Turner Overdrive. Albummet indeholder også Go' Och Dajlig, som er et cover af sangen Smuk Og Dejlig af Anne Linnet. Det fjerde album, Svarta Fåret, kom ud i 1980. Albummet blev produceret af Dan Hylander; albummet modtog en kold modtagelse fra både fans og kritikere og var heller ikke en stor succes med hensyn til salg. Det femte album, Ente Nu Igen!, blev indspillet på Kulturbolaget i Malmø den 3. januar 1982. Ente Nu Igen var en stor succes og er af mange betragtet som Ljunggrens bedste album. Men det blev også hans sidste.

### Død
Den 18. januar 1985 døde Carl Göran Ljunggren, kun 35 år gammel. Dødsårsagen var en hjerneblødning forårsaget af en aneurisme. Siden da er der blevet udgivet samlinger, der er skrevet bøger om ham og der er lavet en musical om ham på Slagthuset i Malmø i 2012 og 2013, hvor han spilles af Nic Schröder.

## Eksempler på kendte sange
- Blåa Sko' (Blue Suede Shoes)
- Raka Rör
- Bara Rock 'N' Roll (It's Only Rock 'N' Roll)
- SJ (Take This Hammer)
- Jonnie (Johnny Don't Do It)
- Rocka O' Rulla
- Knabbar På Himmelens Dörr (Knockin' On Heavens Door)
- Rosalie, Rosalie (Rosalie)
- Hur E' De' Nu Lilla Du? (What's Your Name?)
- Österlen
- Tuffa Uffe
- Starta Maj (Start Me Up)
- Na-Na-Na

## Diskografi

### Album
- 1977 - Till Mossan!
- 1978 - Gräd Ente Fassan!
- 1979 - Rock E' Nock!
- 1980 - Svarta Fåret
- 1983 - Ente Nu Igen!

### Singler
- 1978 - Rocka O' Rulla / AF
- 1979 - Hur E' De' Nu Lilla Du / Aj Lav Jo
- 1979 - Kungens Knall / Skit I Maj
- 1980 - Bara En Annan Natt / Mög För Maj
- 1984 - Österlen
- 1993 - Blåa Sko' / Go' Och Dajlig

### Opsamlingsalbum
- 1985 - Ett Minnesalbum
- 1993 - Blåa Sko'
- 2012 - Full Patte!!!